# Hjemmeundervisning
Hjemmeundervisning (undertiden tillige kaldet privatundervisning) er undervisning af børn i hjemmet svarende til den obligatoriske grundskole (i Danmark 0.-9. klassetrin). Dette kan bruges som et alternativ til regulær skoleundervisning (i folkeskolen, på en fri grundskole, privatskole, efterskole eller lignende), da man overholder den gældende undervisningspligt for barnet.
Hvis man som forældre i Danmark ønsker selv at hjemmeundervise sit barn (eller lade en privatlærer eller en anden gøre det), skal man sørge for at meddele kommunen, hvem der underviser, hvor der undervises og hvilke børn der undervises. Kommunen kan årligt afholde tilsyn for at kontrollere, at undervisningen lever op til kravene, hvilket betyder, at undervisningen står mål med folkeskolens undervisning.
En person, der underviser et barn i hjemmet, kan bl.a. benævnes vandrelærer, huslærer(inde), privatlærer(inde), hjemmelærer(inde), informator(inde) eller guvernante. Et barn, som modtager hjemmeundervisning/privatundervisning, benævnes privatist.
I Danmark er antallet af børn, der modtager hjemmeundervisning, stigende; 1.238 børn i skoleåret 2020-2021 mod 475 børn i 2018.

## Grundlovsændringer
Lov om undervisningspligten i Danmarks Riges Grundlov, har ændret sig væsentligt ved nogle udgaver. Fra 1849 hvor forældrene selv havde ansvaret for undervisningen, til 1953 hvor forældrene kan vælge selv at undervise deres børn.
- 1849 Arkiveret 11. november 2020 hos  Wayback Machine § 90 De Børn, hvis Forældre ikke have Evne til at sørge for deres Oplærelse, ville erholde fri Underviisning i Almueskolen.
- 1866 § 85 De Børn, hvis Forældre ikke have Evne til at sørge for deres OplæreIse, ville erholde fri Underviisning i Almueskolen.
- 1915 Arkiveret 5. oktober 2016 hos  Wayback Machine § 83 De Børn, hvis Forældre ikke har Evne til at sørge for deres Oplærelse, har Ret til fri Undervisning i Folkeskolen. Forældre eller Værger, der selv sørger for, at Børnene faar en Undervisning, der kan staa Maal med, hvad der almindelig kræves i Folkeskolen, er ikke pligtige at lade Børnene undervise i Folkeskolen.
- 1953 § 76 Alle børn i den undervisningspligtige alder har ret til fri undervisning i folkeskolen. Forældre eller værger, der selv sørger for, at børnene får en undervisning, der kan stå mål med, hvad der almindeligvis kræves i folkeskolen, er ikke pligtige at lade børnene undervise i folkeskolen.